# Грязная дюжина: Смертельное задание
«Грязная дюжина: смертельное задание» (англ. The Fatal Dozen: The Deadly Mission) — кинофильм, продолжение фильмов «Грязная дюжина» и «Грязная дюжина: Новое задание», заканчивающее кинотрилогию об американском штрафном подразделении диверсантов во время Второй мировой войны.

## Сюжет
1943 год. Майор Райт, заброшенный с разведгруппой в Данию, оккупированную нацистами, так и не встретился с немецким агентом — капитаном Карлом Людвигом, которого у него на глазах застрелил немецкий патруль. Перед смертью Людвиг произнес только одну фразу-шифр — «2420». Никто не понял, что она означала. В Англии американские военные разведчики под командованием генерала Уордена пытаются понять, что же могли означать последние слова агента. Майор Райт собирает разведывательную группу из заключенных под стражу солдат, приговорённых к смертной казни трибуналом или осужденных на длительные сроки, в количестве 12 человек. Новая «грязная дюжина» отправляется на Балканы, преследуя вместе с югославскими партизанами поезд под номером 2420, везущий «теневой» кабинет правительства нацистов.

## В ролях
- Телли Савалас — майор Райт
- Эрнест Боргнайн — генерал-майор Уорден
- Винс Эдвардс — '
- Гэри Грэм — '
- Джеймс Ван Паттен — '
- Винсент Ван Паттен — '
- Бо Свенсон — '
- Хизер Томас — лейтенант Кэрол Кэмпбелл